# Universo (Mara Sattei)
| Recensione | Giudizio |
| ---------- | -------- |
| Newsic     | 6,5/10   |
| Rockol     | 7/10     |
| Rockit     | Positivo |

Universo è il primo album in studio della cantante italiana Mara Sattei, pubblicato il 14 gennaio 2022.

## Produzione
La cantante è autrice di tutte e quattordici le tracce, con la produzione e la co-scrittura di Thasup. Nell'album partecipano vocalmente e alla scrittura dei brani i cantanti Giorgia, Gazzelle, Carl Brave e Tedua. Mara Sattei ha raccontato durante un'intervista a Vanity Fair:

## Promozione
Il primo singolo pubblicato è stato il brano Scusa il 9 aprile 2021. Il 3 dicembre 2021 viene pubblicato il secondo singolo Ciò che non dici.
Il 14 gennaio 2022 viene pubblicato Parentesi, singolo in collaborazione con Giorgia, contemporaneamente alla pubblicazione dell'album. Le due cantanti si esibiscono nel corso del talent show Amici di Maria De Filippi.

## Tracce
Testi di Sara Mattei, eccetto dove indicato, musiche di Davide Mattei.
1. Universo (Intro) – 2:01
2. Blu intenso (feat. Tedua) – 3:05 (testo: Sara Mattei, Mario Molinari)
3. Cicatrici – 2:26
4. Tetris (feat. Carl Brave) – 3:40 (testo: Sara Mattei, Carlo Luigi Coraggio)
5. Ciò che non dici – 2:54
6. Tamigi – 2:58
7. Parentesi (feat. Giorgia) – 3:33 (testo: Sara Mattei, Giorgia Todrani)
8. Shot – 2:54
9. Antartide – 2:03
10. 0 rischi nel love (feat. Tha Supreme) – 2:33 (testo: Sara Mattei, Davide Mattei)
11. Sabbie mobili – 3:26
12. Occhi stelle (feat. Gazzelle) – 2:34 (testo: Sara Mattei, Flavio Bruno Pardini)
13. Scusa – 3:02
14. Perle – 3:25

## Classifiche
| Classifica (2022) | Posizione massima |
| ----------------- | ----------------- |
| Italia            | 7                 |